# ストロンボリ式噴火

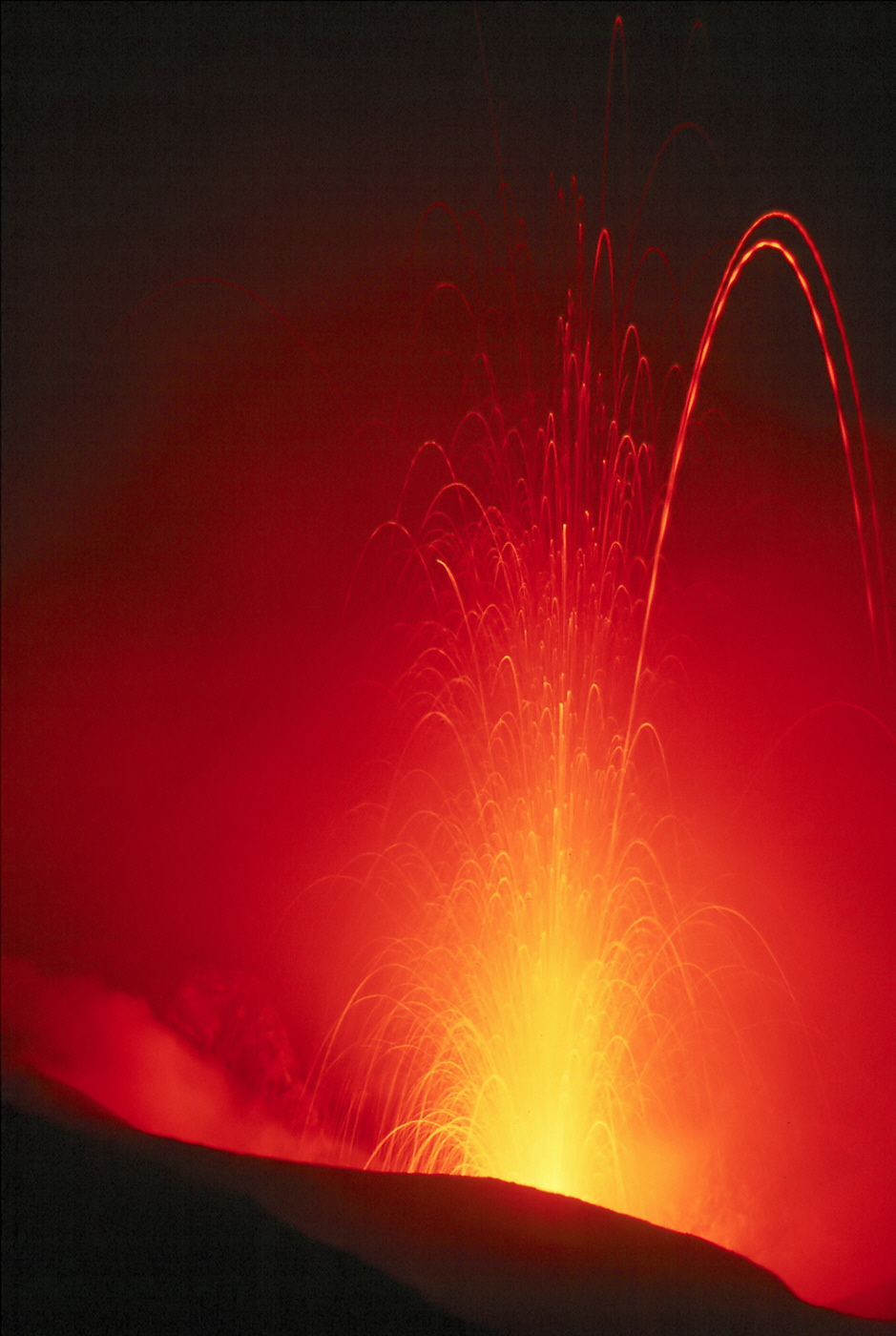
ストロンボリ式噴火 (ストロンボリ山)

ストロンボリ式噴火 (ストロンボリ山)

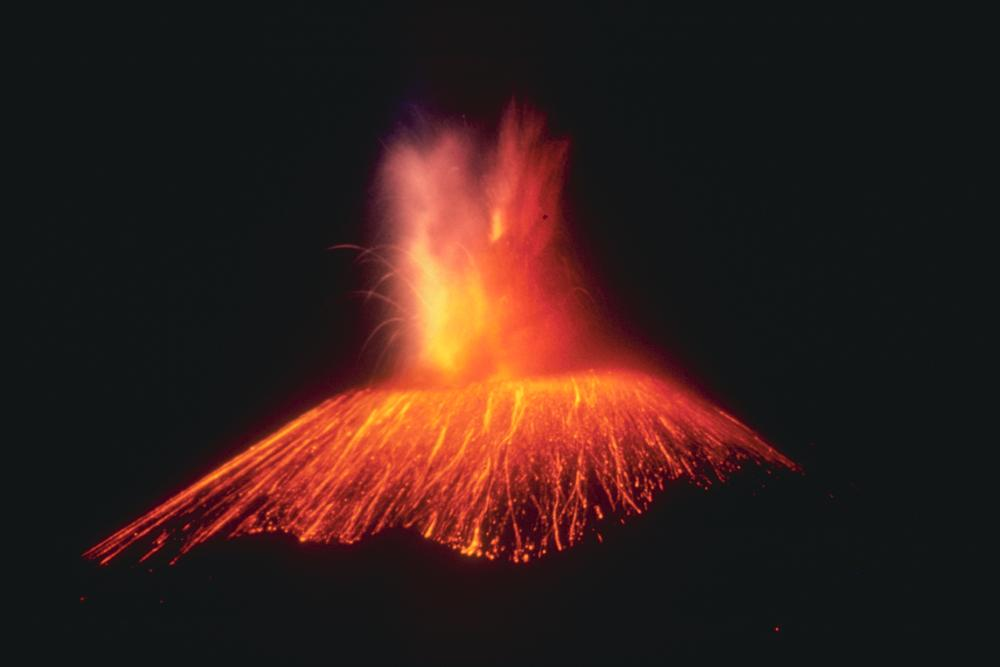
パリクティン山のストロンボリ式噴火。円錐台のスコリア丘を形成した。

ストロンボリ式噴火（ストロンボリしきふんか、英語: Strombolian eruption）とは、噴火形態の一つで、間欠的で比較的穏やかな爆発を伴う噴火で、火山礫、火山弾が数百メートル程度の高さに達する噴火 に用いられる用語である。名前はイタリアのストロンボリ山から取られている。

## 概要
ストロンボリ式噴火は、強く爆発的でないために火道のマグマ供給システムが壊れにくく、長期間(数ヶ月～数年)に亘って活動することが珍しくない。この噴火が続くと円錐台の形をした火砕丘（多くの場合スコリア丘）が形成される。マグマの組成としては玄武岩から安山岩の火山によく見られる。
この形式に属する火山はストロンボリ山以外にもパリクティン山、エレバス山等が見られる。日本の例では近年の西之島の2013年から続く噴火が挙げられる。阿蘇山の中央火口丘にある米塚スコリア丘も数千年前のストロンボリ式噴火で形成されたものである。

## 噴火機構・噴出物
ストロンボリ式噴火が起こる機構は、火山ガスの泡が火道内のマグマ柱を上昇し、地表近くで圧力が低下、泡が破裂、マグマ片を投出することで発生する機構が考えられている。泡が火道内を上昇する時間差があるため、噴火は数十秒から数分程度の間隔が見られる事が多い。
火砕物（テフラ）は噴出時には高温で赤熱しているが、空中ですぐに表面が冷却して黒色を呈し、着地時には固化していることが多い。火山礫や火山弾は多いものの、火山灰の噴出は少ない。ストロンボリ式噴火で形成された火砕丘が円錐台となるのは、固化した火山礫が転動して火口周辺に崖錐を作り、安息角に近い傾斜角斜面を作るからである。マグマ頭位が上昇し火口から溶岩があふれることもあるほか、火砕丘の側面や底部から溶岩流が流出することも多い。
溶岩はハワイ式噴火と比較すると粘性が大きい。両者の違いは火山砕屑物（火砕物）の生成量で、ハワイ式噴火は火砕物をほとんど生成せず火砕丘を作らないのに対し、ストロンボリ式噴火は火砕丘を作る程度の火砕物を生成する。ただし溶岩流を伴う場合には火砕物より溶岩流の噴出量が多いことが珍しくない。